# 山和尚
山和尚是传说中的怪鳥名。因为声音像和尚唸經而得名。宋王質林泉結契一山友辭: “山和尚,身灰褐而長,腦觜俱黑,聲濁圓,間若誦牟尼號者,旋雜他聲。”似山喜鵲，身体小尾巴短且花色，很貪食。產於廣西體大於鴿羽灰赤。山和尚另是戴胜( hoopoe )别称，鸟纲佛法僧目戴胜科。又另是松鸦别名，鸟纲鸦科。
另说是青面獠牙且喜欢生吃人脑的妖怪。

## 参看
中国妖怪列表